# Antenne (fiume)
L’Antenne è un fiume della Francia centro-occidentale, nella regione della Nuova Aquitania.